# Literatura em interlingue
A literatura em interlingue abrange, em grande parte, o conjunto de obras de ficção e não-ficção criadas ou traduzidas para o interlingue, uma língua artificial criada por Edgar de Wahl. Embora em grande parte compostos por contos originais e traduções publicadas na revista central da língua, Cosmoglotta, existem também romances completos e antologias de poesia, em particular os de autores como Vicente Costalago, Jan Amos Kajš, e Jaroslav Podobský.

## História

### Fundo
O interlingue, também conhecida como ocidental, é uma língua auxiliar internacional criada em 1922 pelo professor estoniano Edgar de Wahl. Tem um vocabulário em grande parte da Europa Ocidental, baseado em grande parte nas línguas românicas, com uma forte influência do inglês. Criado em 1922, foi publicado pela primeira vez na revista Kosmoglott (mais tarde Cosmoglotta), onde conquistou seguidores. Devido à falta de gramáticas publicadas e de normalização, os primeiros trabalhos na língua utilizavam ortografia e estruturas gramaticais não padronizadas.

### Publicações

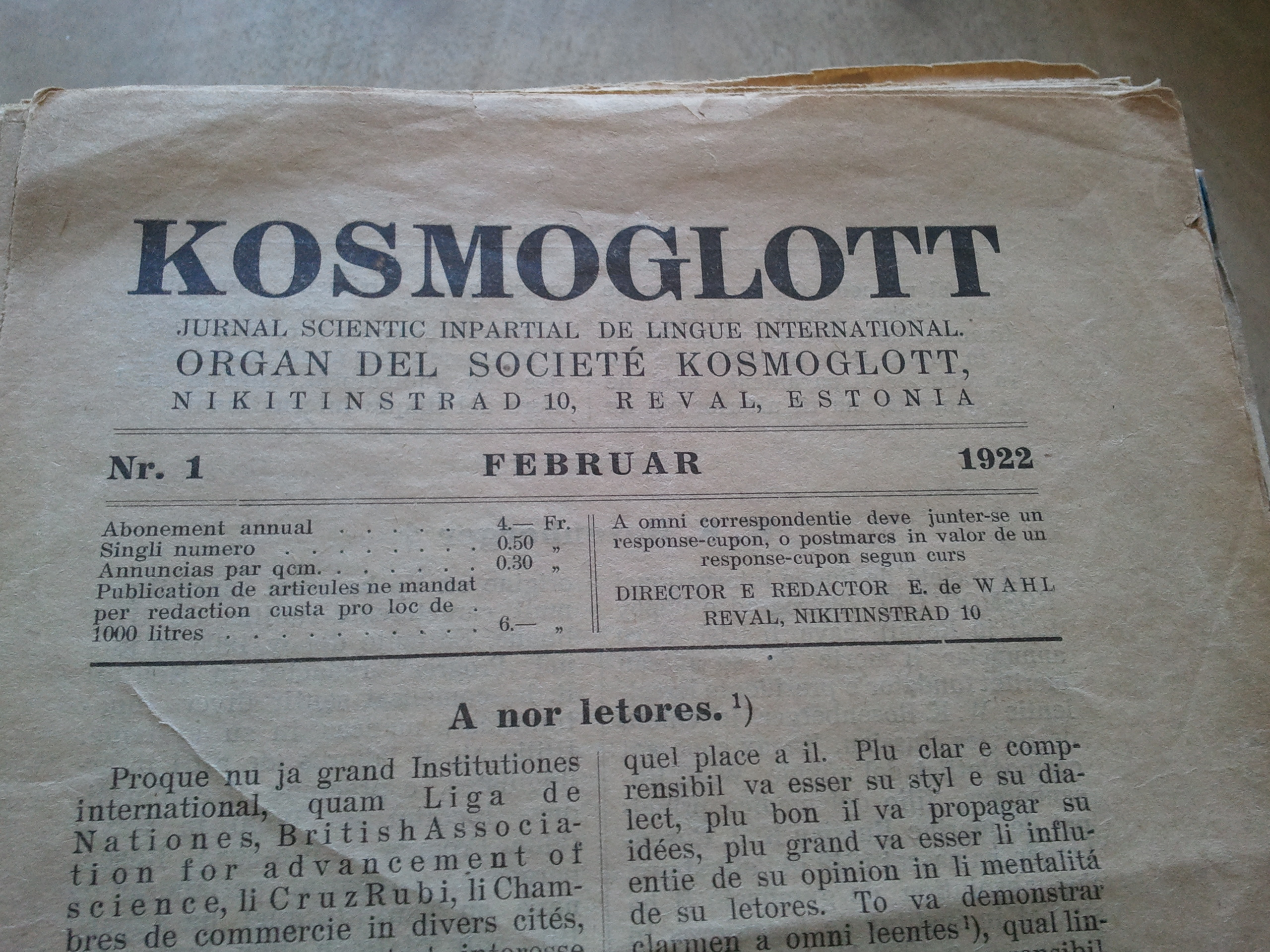
Primeira edição de 1925 do Kosmoglott

A primeira publicação conhecida em interlingue é o livro Transcendent algebra, ideografie matematical, experiment de un lingue filosofic do linguista estoniano Jakob Linzbach, uma proposta de pasigrafia. Este foi traduzido para Interlingue por de Wahl a pedido de Linzbach. Este foi publicado antes de de Wahl formalizar a linguagem em Kosmoglott, enquanto a linguagem ainda estava em desenvolvimento, como uma protolinguagem chamada "Auli".
A primeira obra de literatura em interlingue como arte foi de Kaarle Julius Saarinen: uma tradução do poema "Hino" ("Hino") do jornalista e escritor finlandês Kaarlo Hammar, apareceu na edição de 1925 da Kosmoglott. Várias outras traduções de literatura estrangeira foram também publicadas por A. Toman nesta época, como os poemas Wanderer's Nightsong, de Goethe, no suplemento de 1926 da Kosmoglott, e uma tradução de "O nacionalismo no Ocidente", de Rabindranath Tagore.
No Supplement al Cosmoglotta 7 (1927), foi apresentada uma tradução da obra do poeta persa Saadi Shirazi, juntamente com a obra de Hermann Keyserling na edição seguinte, em 1927.
Uma série de traduções foi publicada na década de 1930, entre as quais Onde fica a minha casa?, de Konstantin Balmont, Manuel Menendez, de Edmondo De Amicis, e A Descent into the Maelström, de Edgar Allan Poe. Além disso, foram publicadas várias obras originais, como uma antologia de poesia, Li Astres del Verne (Os Planetas da Primavera), de Podobský, Krasina, raconta del subterrania del Moravian carst de Kajš, e várias obras de A. E. Cortinas e P . Uma coletânea de contos, Historiettes in Occidental, foi publicada em 1930 por Ric Berger.

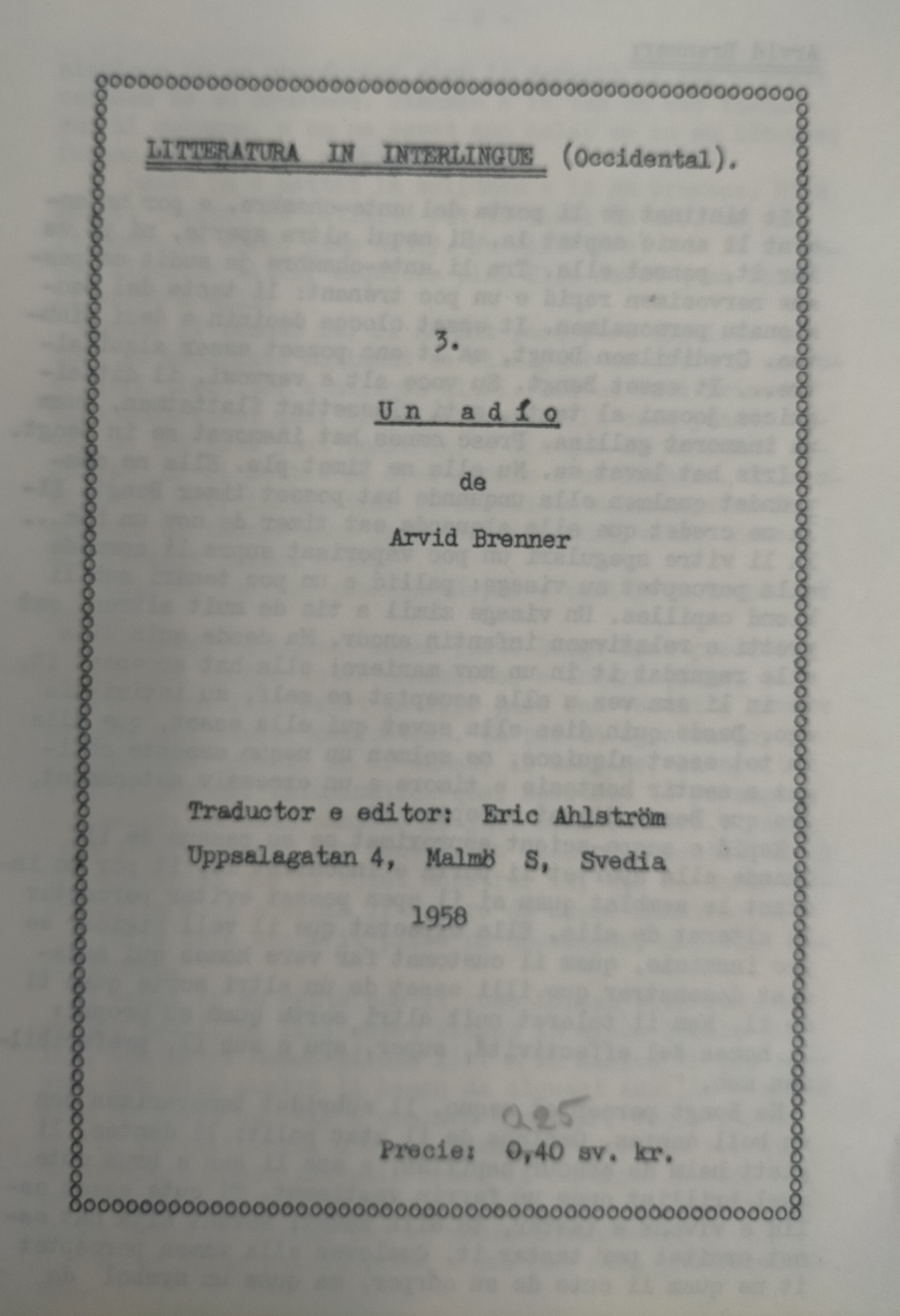
Un Adío (Um adeus), de Arvid Brenner, traduzido em 1958 por Eric Ahlström.

Em 1951, com a criação do interlingue, muitos ocidentalistas, incluindo Berger, uma das figuras mais importantes do movimento de interlingue, começaram a apoiar esta nova língua da IALA. Isto levou a uma grande desestabilização do movimento e, embora a Cosmoglotta continuasse a ser publicada, fê-lo com uma frequência cada vez menor, deixando de ser publicada em 1985. Segundo o autor esperantista Don Harlow, o editor da Cosmoglotta durante este período, Adrian Pilgrim afirmou que o interlingue poderia ser descrita como uma "língua morta".
No entanto, as publicações de nova literatura em interlingue continuaram ao longo da década de 1950 e início da década de 1960, com traduções incluindo "Uma mãe fala", do checo Jiří Marek em 1954, "A alocução aos chefes de Lebak" de Multatuli e "Camisola de casamento" de Karel Jaromír Erben, traduzido por Josef Křesina.
Outros livros traduzidos incluíram Un Adío (Um adeus), de Arvid Brenner, e Li Desertor, de Bo Bergman, traduzido por Eric Ahlström, em 1958. Em 1964, Francis R. Pope publicou Poemas, uma antologia que consiste em poemas traduzidos do alemão, francês, e inglês.
O renascimento do interlingue começou em 1999 com a criação do Yahoo! grupo para a língua, após uma década de decadência nas décadas de 1980 e 1990. No início dos anos 2000, foi criada a Wikipédia em interlingue, que contava com mais de 5.000 artigos em 2020.
Muitos textos originais em interlingue , bem como traduções, foram publicados desde 2000, sendo o primeiro A Cartuxa de Parma (Li Cartusie de Parma) de Stendhal, traduzido por Robert Winter em 2011. Em 2012, Thomas Schmidt publicou Li Munde de Sandra numa online revista Posta Mundi, que contém material publicado em línguas construídas. Seguiu-se uma tradução de O Principezinho em 2014 e outra de Li Romance de Photogen e Nycteris em 2019.
Entre 2021 e 2023 Vicente Costalago publicou vários textos originais e traduzidos em interlingue. Entre os primeiros contam-se Li sercha in li castelle Dewahl e altri racontas, Li tresor de Fluvglant, Subuqti e Verses escapat de mi mente. Entre estes últimos podemos encontrar Antologie hispan, Fabules, racontas e mites e Antologie de poesie europan.
Outra escritora importante é Dorlota Burdon, que publicou vários contos originais na revista Posta Mundi. Traduziu também O Lunático, de Khalil Gibran.

## Autores notáveis 
- Jan Amos Kajš
- Jaroslav Podobský
- Engelberto Pigal
- Abram Kofman
- A.E. Cortinas
- Ilmari Federn
- Thomas Schmidt
- Dorlota Burdon
- Vicente Costalago